# Brunel Solar Team

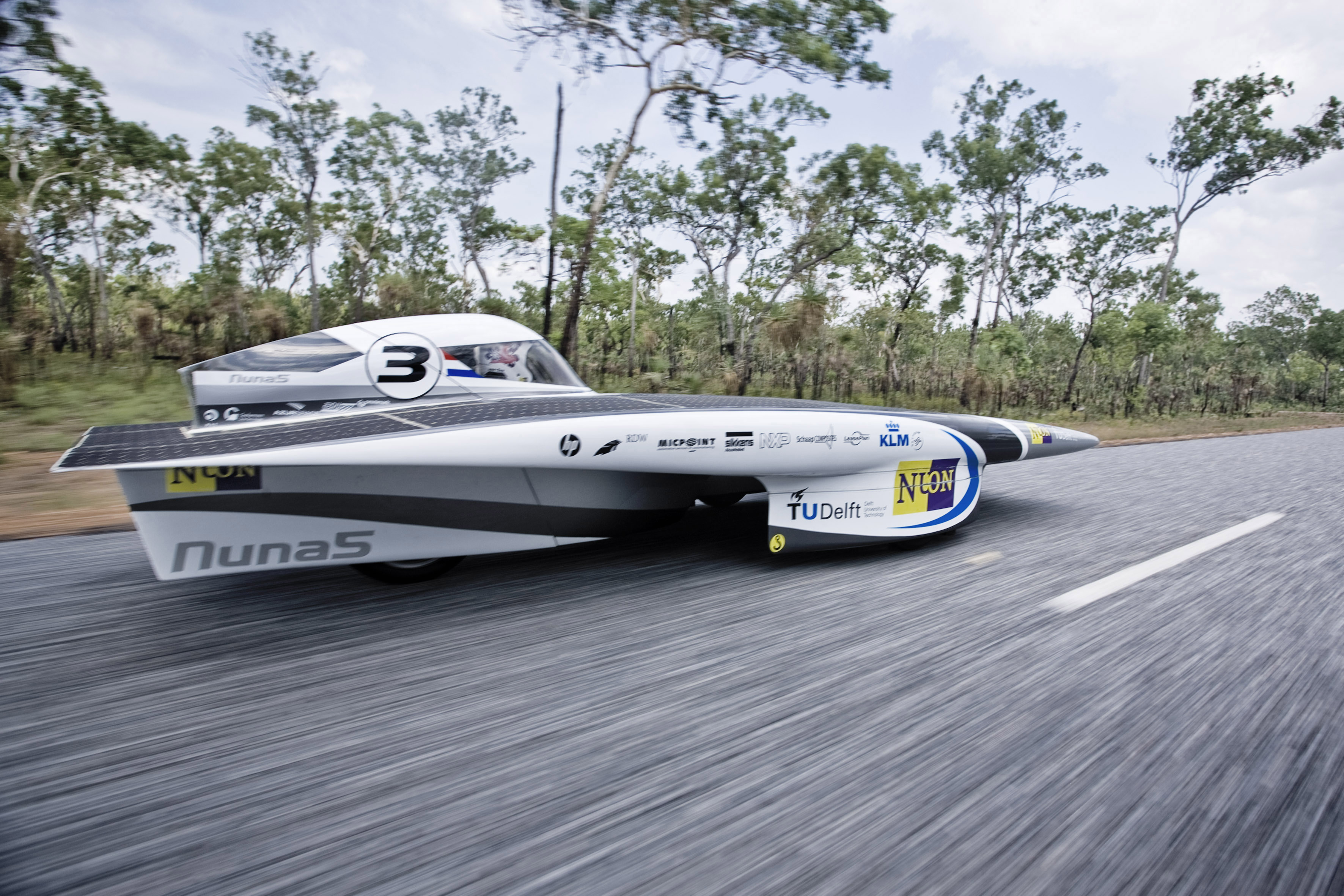
Nuna 5

Het Brunel Solar Team (voorheen het Vattenfall Solar Team en Nuon Solar Team) is een team van studenten van de Technische Universiteit Delft, die meedoen aan racewedstrijden met een wagen rijdend op zonne-energie. De studenten geven ruim een jaar van hun studie op om aan de race mee te kunnen doen. Het team heeft elf zonnewagens ontworpen en gebouwd voor de World Solar Challenge, die de naam Nuna dragen. In Australië behaalde het team 7 van de 11 keer de 1e plaats in de World Solar Challenge en in Zuid-Afrika 4 van de 4.
Oud-astronaut Wubbo Ockels was vanaf de oprichting van het team in 1998 tot zijn dood in april 2014 coach van het team. Momenteel is professioneel hockey-coach Marc Lammers de team coach.
Het team wordt gesponsord door diverse bedrijven. Het team is vanaf 2022 vernoemd naar hoofdsponsor Brunel International. Voorheen was 20 jaar lang Vattenfall (en Nuon) de hoofdsponsor, waardoor het ook de namen Vattenfall Solar Team en Nuon Solar Team heeft gedragen. In de verschillende ontwerpen werden en worden steeds innovaties doorgevoerd.
Het Brunel Solar Team heeft met tien auto's deelgenomen aan de verschillende World Solar Challenges. De Nuna Phoenix, is in 2019 gebouwd, nadat NunaX vlam vatte en uitbrandde, vlak voor de finish. Hierdoor raakten ze hun titel kwijt in 2019. Die ging dat jaar naar het Agoria Solar Team van de Universiteit van Leuven. Hieronder staan enkele gegevens van de verschillende zonnewagens:
| Naam auto    | Jaar                         | Plaats eindklassement                   | Tijd     | Gemiddelde snelheid [km/u] | Bijzonderheden |
| ------------ | ---------------------------- | --------------------------------------- | -------- | -------------------------- | --- |
| Nuna 1       | World Solar Challenge 2001   | 1e                                      | 32:39    | 91,8                       | Het team heette toen nog Alpha Centauri Team |
| Nuna 2       | World Solar Challenge 2003   | 1e                                      | 31:05    | 97.02                      | |
| Nuna 3       | World Solar Challenge 2005   | 1e                                      | 29:11    | 102,8                      | Laatste race met 9m2 aan zonnepanelen |
| Nuna 4       | World Solar Challenge 2007   | 1e                                      | 33:00    | 90,87                      | 6m2 Gallium-Arsenide, totaalgewicht < 200 kg |
| Nuna 5       | World Solar Challenge 2009   | 2e                                      | 32:38    | 91,88                      | 6m2 Gallium-Arsenide, totaalgewicht < 160 kg |
| Nuna 6       | World Solar Challenge 2011   | 2e                                      | 33:50    | 88,60                      | 6m2 silicium zonnecellen, totaalgewicht 139 kg |
| Nuna 7       | World Solar Challenge 2013   | 1e                                      | 33:03    | 90,71                      | 5,99m2 silicium, 0,01m2 gallium in concentratoren, eerste 4 wielige Nuna |
| Nuna 7s      | Sasol Solar Challenge 2015   | 1e                                      |          |                            | Eerste team dat in Zuid-Afrika ging racen |
| Nuna 8       | World Solar Challenge 2015   | 1e                                      | 33:26:12 | 91,75                      | 6m2 silicium zonnecellen, totaalgewicht 150,4 kg |
| Nuna 8s      | Sasol Solar Challenge 2016   | 1e                                      |          |                            | Eerste zelfgemaakte zonnepaneel |
| Nuna 9       | World Solar Challenge 2017   | 1e                                      | n.n.b.   | 81,2                       | 2.64m2 Gallium-Arsenide |
| Nuna 9s      | Sasol Solar Challenge 2018   | 1e                                      |          |                            | Eerste met een geïntegreerde radar |
| NunaX        | World Solar Challenge 2019   | d.n.f.                                  | -        | 85.22                      | Niet gefinisht door brand, gemiddelde snelheid tot brand |
| Nuna Phoenix |                              | Wereldrecord: 924 km afgelegd in 12 uur |          |                            | De verbeterde versie van Nuna 9s die in 2020 een wereldrecord heeft neergezet |
| Nuna 11      | Solar Challenge Morocco 2021 | 3e                                      |          |                            | Meegedaan in de Morocco Solar Challenge, nadat de World Solar Challenge was afgelast door de Corona pandemie. Deze zonneauto is de eerste asymmetrische catamaran met drie wielen |
| Nuna 11s     | Sasol Solar Challenge 2022   | 1e                                      |          |                            | Een asymmetrische catamaran met drie wielen |
| Nuna 12      | World Solar Challenge 2023   | 3e                                      |          |                            | |